# Großsteingrab Vejleby Marker 6
Das Großsteingrab Vejleby Marker 6 war eine megalithische Grabanlage der jungsteinzeitlichen Nordgruppe der Trichterbecherkultur im Kirchspiel Ferslev in der dänischen Kommune Frederikssund. Es wurde im späten 19. oder frühen 20. Jahrhundert zerstört.

## Lage
Das Grab lag nördlich von Krusegård auf einer Wiese. In der näheren Umgebung gibt bzw. gab es zahlreiche weitere megalithische Grabanlagen. 

## Forschungsgeschichte
Im Jahr 1873 führten Mitarbeiter des Dänischen Nationalmuseums eine Dokumentation der Fundstelle durch. Bei einer weiteren Dokumentation im Jahr 1942 waren keine baulichen Überreste mehr auszumachen.

## Beschreibung
Die Anlage besaß eine runde Hügelschüttung und eine steinerne Umfassung. Die Grabkammer ist als Polygonaldolmen anzusprechen. Sie hatte eine Länge von 1,9 m und eine Breite von 0,9 m. Sie bestand aus fünf Wandsteinen; der Deckstein fehlte 1873 bereits. Der Kammer war ein Gang mit einer Länge von 4,5 m und einer Breite zwischen 0,5 m und 0,7 m vorgelagert. 1873 wies er noch drei Wandsteinpaare auf, ursprünglich könnten es aber auch mehr gewesen sein.